# 채리불권
채리불권 (蔡李佛拳)은 중국 남파(南派)에서 발전한 무술 유파로 《채리불가권》(蔡李佛家拳)이라고도 한다. 영문 이름은 'Choy Lee Fut'이다. 중국 청조 말인 1836년에 진향(陳享)이라는 사람이 창시했다. 홍가권, 영춘권과 마찬가지로 남파에서 발달한 무예이지만 기법은 홍가권과 유사한 장교대마(長橋大馬)의 형식을 띠고 있으며, 단교협마(短橋狹馬)인 영춘권과는 대조적인 기법을 이루고 있다. 또한 일반적인 남파 무술과 다르게 북파 무술의 기법을 차용하여 북파의 성격도 포함하고 있다.

## 기원
채리불권의 역사는 중국 청나라 말기로 올라간다. 시조인 진향(陳享)은 광동성 신회현 출신으로 어릴 적부터 무술에 대한 재능이 뛰어나 숙부인 진원호로부터 불가권(佛家拳)을 전수받아 17세에 통달하기에 이른다. 불가권을 익힌 그는 이우산(李友山)에게서 이가권(李家拳)을 4년 만에 깨우치기에 이른다. 마지막으로 그는 승려인 채복(蔡福)으로부터 8년 간 채가권(蔡家拳)과 불교의 가르침을 공부하였다. 권법의 공부를 끝낸 그는 고향으로 돌아와 2년여의 기간 동안 자신이 배운 권법들을 정리하면서 마침내 채가(菜家)의 권(拳: 주먹)과 이가(李家)의 마(馬: 보법), 불가(佛家)의 장(掌: 손바닥)을 합쳐 '채리불권(蔡李佛拳)'이라는 권법을 창시한다.

## 체계
채리불권은 일반적인 남파무술과는 다르게 북파의 기법을 차용하여 남북의 기법이 골고루 섞인 권법으로서 홍가권과 마찬가지로 동물의 동작을 본딴 상형권(象形拳)의 형식을 띠고 있다. 소림권의 상형권을 본따 만들어진 강력하고 빠른 수기는 남파의 특성이며, 민첩한 보법과 연속적이며 순환되는 움직임은 북파의 특성이다. 일반적으로 퇴법(발차기)의 비중이 적은 타 남파무술과는 달리 퇴법이 발달한 것도 채리불권의 특징이다.

## 채리불권과 영춘권
채리불권은 영춘권과 기법이 대조적인 관계로 항상 문파 간 다툼이 끊이질 않았다고 한다. 5~60년대 홍콩에서 엽문의 영춘파 소속의 이소룡 역시 채리불파의 수련생들과 잦은 시비가 붙었고 옥상에서 문파 간 대결로 비화된 적도 여러 번 있었다고 한다. 그러나 채리불권의 기법을 눈여겨 본 이소룡은 미국에 건너가기 전에 홍가권, 공력권, 절권 등을 배우며 동시에 채리불권을 익힘으로써 문파 간의 교류와 협력에 물꼬를 틀었다. 현대에 들어와서는 그 기법의 차이 때문에 문파 간의 기술 교류를 통해 각 무술의 장단점을 보완하고자 하는 움직임이 들어 홍콩에서 영춘파와 채리불파는 사이좋게 지내고 있다고 한다.

## 전 세계 전수 현황
채리불권은 홍가권, 영춘권과 마찬가지로 홍콩, 유럽 등지에서 매우 활성화 된 무예이다. 기법이 현대 격투기와 유사한 점이 많아 실전적인 면을 중시하는 서양인들이 주로 배우고 있다. 그러나 대한민국에는 아직 전수되지 않았다.

## 채리불권이 등장하는 영화
- 채리불소자 (蔡李佛小子: New Shaolin Boxers, 1976) - 부성, 왕룡위
- 채리불권 2010 (蔡李佛拳 2010, 2010) - 왕보강, 오맹달, 황일비
- 채리불 - 극한권속 (蔡李佛 - 極限拳速, 2011) - 홍금보, 원화, 홍천조, 임지령

## 참고 자료
- 蔡李佛史[모호한 표현]